# بيرومفيل (جورجيا)
بيرومفيل (بالإنجليزية: Byromville, Georgia)‏ هي بلدة تقع في مقاطعة دوولي بولاية جورجيا في الولايات المتحدة. تبلغ مساحتها 0.9 (كم²)، وترتفع عن سطح البحر 116 م، بلغ عدد سكانها 415 نسمة في عام 2000 حسب إحصاء مكتب تعداد الولايات المتحدة وتصل الكثافة السكانية فيها 461.1 نسمة/كم2.

## أعلام
- بادي نابير

## وصلات خارجية
- The US50 - Cities and Towns in Georgia State
- Georgia Cities and Towns, Facts, Map, Flag, Colleges, Government, and More